# Antonio Abertondo
Antonio Abertondo (1. srpna 1918 Beccar – 6. července 1978 tamtéž) byl argentinský dálkový plavec. Překonal Río de la Plata, Hudson a Mississippi a v letech 1950, 1951 a 1954 Lamanšský průliv. V roce 1961 se stal prvním člověkem v historii, který zdolal La Manche oběma směry na jeden zátah: vystartoval z Doveru dne 21. září a vrátil se po 43 hodinách a 10 minutách.